# Futbol Club Barcelona Juvenil A
O Futbol Club Barcelona Juvenil "A" é um clube espanhol da cidade de Barcelona, Espanha. É o sub-19 do FC Barcelona.

## História

### Criação
Ela foi criada em 1950 sob a presidência de Agustí Montal Galobart como a categoria Juvenil do FC Barcelona, que até então tinha apenas a primeira equipe. Mostrando grande nível técnico e se destacando entre os demais, foi a primeira equipe a ganhar a Copa del Generalísimo de Juveniles, em 1951.

### Atualidade
Ao longo dos anos, o clube foi começando a ter novas categorias, que elevam ainda mais o nível dos jovens para chegar à primeira equipe, chegando a criar 5 anteriores ao Juvenil, que posteriormente passou para o Barcelona B, categoria intermediária entre os juvenis e a primeira equipe.
A melhor temporada desde a criação da equipe é, sem dúvida, a 2010-11 sob a tutela de Óscar García Junyent.

## Títulos
| Continentais | Continentais              | Continentais | Continentais |
|              | Competição                | Títulos      | Temporadas |
| ------------ | ------------------------- | ------------ | --- |
|              | Liga Jovem da UEFA        | 1            | 2013–14 |
| Nacionais    |                           |              | |
|              | Competição                | Títulos      | Temporadas |
|              | División de Honor Juvenil | 13           | 1990-91, 1992-93, 1993-94, 1994-95, 1999-00, 2000-01, 2004-05, 2005-06, 2008-09, 2009-10, 2010-11, 2012-13 e 2013-14 |
|              | Copa de Campeones Juvenil | 4            | 1993-94, 2004-05, 2008-09 e 2010-11                                                                                  |
|              | Copa del Rey Juvenil      | 18           | 1951, 1959, 1973, 1974, 1975, 1976, 1977, 1980, 1986, 1987, 1989, 1994, 1996, 2000, 2002, 2005, 2006 e 2011          |

## Elenco atual
- Atualizado em 4 de junho de 2025.[1]

## Jogadores

### Jogadores notáveis
| Nome                 | Nacionalidade    | Posição | Temporadas | Jogos | Gols |
| -------------------- | ---------------- | ------- | ---------- | ----- | ---- |
| Munir El Haddadi     | Espanha          | AT      | 2013-Atual | 16    | 5    |
| Xavi Hernández       | Espanha          | MC      | 1998-Atual | 414   | 48   |
| Carles Puyol         | Espanha          | DC      | 1999-Atual | 374   | 10   |
| Victor Valdés        | Espanha          | GL      | 2002-Atual | 330   | 0    |
| Guillermo Amor       | Espanha          | MC      | 1988-1998  | 311   | 47   |
| Andrés Iniesta       | Espanha          | MC      | 2002-Atual | 271   | 27   |
| Sergi Barjuan        | Espanha          | DE      | 1993-2002  | 267   | 6    |
| Josep Guardiola      | Espanha          | MC      | 1990-2001  | 263   | 6    |
| Francisco Carrasco   | Espanha          | AT      | 1978-1989  | 262   | 49   |
| José Vicente Sánchez | Espanha          | MC      | 1976-1986  | 236   | 16   |
| Lionel Messi         | Argentina        | AT      | 2004-Atual | 214   | 169  |
| Albert Ferrer        | Espanha          | LD      | 1990-1998  | 204   | 1    |
| Antonio Olmo         | Espanha          | DC      | 1976-1984  | 188   | 4    |
| Gabri García         | Espanha          | MC      | 1999-2006  | 128   | 8    |
| Oleguer Presas       | Espanha          | DC      | 2001-2008  | 127   | 1    |
| Sergio Busquets      | Espanha          | MC      | 2008-Atual | 116   | 3    |
| Ramón Calderé        | Espanha          | MC      | 1984-1988  | 110   | 15   |
| Pedro Rodríguez      | Espanha          | AT      | 2007-Atual | 104   | 30   |
| Bojan Krkić          | Espanha          | AT      | 2007-2011  | 104   | 26   |
| Thiago Motta         | Brasil · Itália  | MC      | 2001-2007  | 98    | 6    |
| Gerard López         | Espanha          | MC      | 2000-2005  | 91    | 5    |
| Iván de la Peña      | Espanha          | MC      | 1995-1998  | 80    | 11   |
| Carles Busquets      | Espanha          | GL      | 1990-1999  | 79    | 0    |
| Roger García         | Espanha          | MC      | 1995-1999  | 78    | 7    |
| Albert Celades       | Espanha          | MC      | 1995-1999  | 72    | 4    |
| Óscar García         | Espanha          | MC      | 1992-1999  | 69    | 21   |
| Juan Carlos Rojo     | Espanha          | AT      | 1983-1987  | 63    | 4    |
| Paco Clos            | Espanha          | AT      | 1982-1988  | 62    | 9    |
| Luis Milla           | Espanha          | MC      | 1985-1990  | 54    | 2    |
| Ángel Pedraza        | Espanha          | MC      | 1985-1988  | 45    | 4    |
| Paco Fortes          | Espanha          | AT      | 1975-1979  | 44    | 5    |
| Jordi Cruijff        | Países Baixos    | AT      | 1994-1996  | 41    | 44   |
| Thiago Alcântara     | Brasil · Espanha | MC      | 2009-Atual | 41    | 5    |
| Cristóbal Parralo    | Espanha          | DC      | 1987-1992  | 31    | 2    |
| Pepe Reina           | Espanha          | GL      | 2000-2002  | 30    | 0    |
| Giovani dos Santos   | México           | MC      | 2007-2008  | 28    | 3    |
| Sergi López          | Espanha          | DC      | 1987-1991  | 26    | 0    |
| Luis García          | Espanha          | AT      | 2003-2004  | 25    | 4    |
| Francesc Arnau       | Espanha          | GL      | 1996-2001  | 24    | 0    |
| Jeffrén Suárez       | Espanha          | AT      | 2008-2011  | 22    | 3    |
| Fernando Navarro     | Espanha          | DC      | 2001-2006  | 21    | 1    |
| Salvador García      | Espanha          | DC      | 1986-1989  | 21    | 0    |